# Osor (Mali Lošinj)
Osor (italienisch Ossero) ist ein kleiner Ort auf der Insel Cres in Kroatien. Er liegt am Kanal Kavada, der die Nordinsel Cres von der Südinsel Lošinj trennt. Hier befindet sich die schmalste Landverbindung zwischen den beiden Inseln, schon in der Antike eine strategisch günstige Schiffspassage. Noch heute wird der Kanal vor allem von kleineren Fischkuttern, Segel- und Touristenbooten genutzt.  

## Geschichte
Osor, in der Antike Apsorus (auch Absorus, Absarus, altgriechisch Ἄψορρος Apsorros) und in byzantinischen Quellen Opsara genannt, ist die älteste Siedlung und die erste bedeutende Stadt von Cres und Lošinj. Unter der Herrschaft des Römischen Reichs wurde der Isthmus durch einen etwa 11 m breiten Graben getrennt und schiffbar gemacht.
Nach dem Zerfall des Römischen Reiches kam Osor in den Herrschaftsbereich von Byzanz. Seit dem 6. Jahrhundert war es ein Bistum, das der Kirchenprovinz Salona zugeordnet war; auf das Bistum geht das Titularbistum Absorus der römisch-katholischen Kirche zurück.
Am 30. März 840 griffen die Sarazenen, genauer gesagt, eine Flotte des Emirats von Tarent, die kurz zuvor eine venezianische Flotte vernichtet hatte, Osor an. Dabei wurde die Stadt nebst ihrer Kathedrale zerstört. Eine weitere Zerstörung erfolgte im 14. Jahrhundert durch die Flotte der Republik Genua.
Die kroatische Währung Kuna (was übersetzt Marder bzw. Wiesel bedeutet) wurde in Osor das erste Mal im Jahr 1018 als Zahlungsmittel der Kroaten erwähnt. Ein kleines Denkmal in Form eines Marders bzw. Wiesels erinnert heute noch daran.

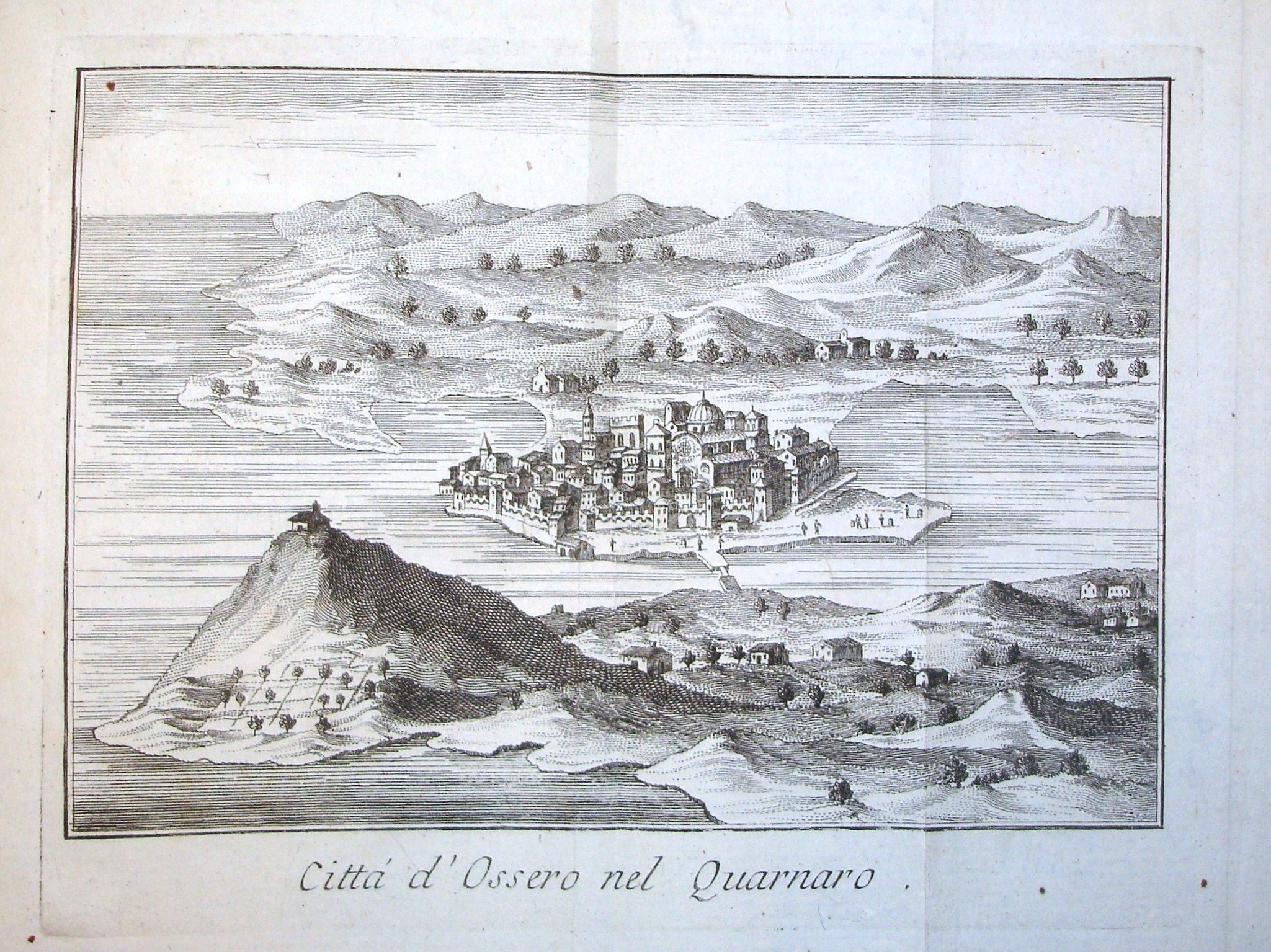
Die Stadt Ossero um 1787

Osor war bis zum 14. Jahrhundert die Hauptstadt dieser Inselgruppe und unterlag dem venezianischen Zugriff. Zu ihrer Zeit war der Römergraben seit langem versandet und Schiffe und Waren mussten etwa 100 Meter über das Festland gebracht werden. Die Inselgruppe lag so nahe an Venedig, dass die Stadt bereits früh ihre Herrschaft dorthin ausweitete. Dabei kamen die einflussreichsten Familien, wie die Michiel oder die Morosini zum Zuge. Der Dogensohn Lunardo Michiel wurde um 1160 Conte der Insel. Allerdings bestand ein erheblicher Einfluss der benachbarten Mächte, wie Ungarn oder Byzanz. Durch das Aufbieten der venezianischen Flotte gelang Ottone Orseolo ein ähnlicher Erfolg wie bereits im Jahr 998 oder 1000 seinem Vater. Klerus, Prioren und Volk von Arbe, Veglia und Ossero leisteten Tribut.
Einen bedeutenden Hebel venezianischer Macht stellte der Einfluss des Patriarchats von Grado dar. Diesem wurde 1157 durch Papst Hadrian IV. ganz Dalmatien unterstellt, ähnlich wie bereits 1154 Arbe und Ossero. Zugleich diente die Insel zunehmend der venezianischen Staatsfinanzierung, wie etwa 1187, als eine Anleihe aufgelegt wurde, die durch die Salz- und Öleinnahmen Venedigs sowie durch die Grafschaft Ossero abgesichert wurde. Damit sollte ein Kriegszug finanziert werden.
Lunardo, der besagte Dogensohn und Conte von Ossero, hatte 1165 eine Auseinandersetzung mit dem Conte von Zara, mit Domenico Morosini, der die Hälfte der Grafschaft Ossero beanspruchte, die ihm von seinem gleichnamigen Vater zugeeignet worden war. Lunardo seinerseits gewann die Grafschaft durch lebenslange Investitur durch Vitale Michiel II. Dieser gab unter Zustimmung durch einen iudex seinem Sohn insofern Recht, als er, im Gegensatz zu seinem Kontrahenten Morosini, nachweislich eine bedeutende Summe für die Investitur entrichtet hatte. So blieb bis zum Tod Lunardos die Kontrolle über die Inseln Cherso und Lussino in seiner Hand.
Im Mittelalter lebten in der Stadt bis zu 30.000 Menschen. Osor wurde wegen der Nähe eines großen Sumpfgebietes jedoch immer wieder von Malariaepidemien heimgesucht. Daher verlegte man die Inselverwaltung nach Cres.

## Gegenwart

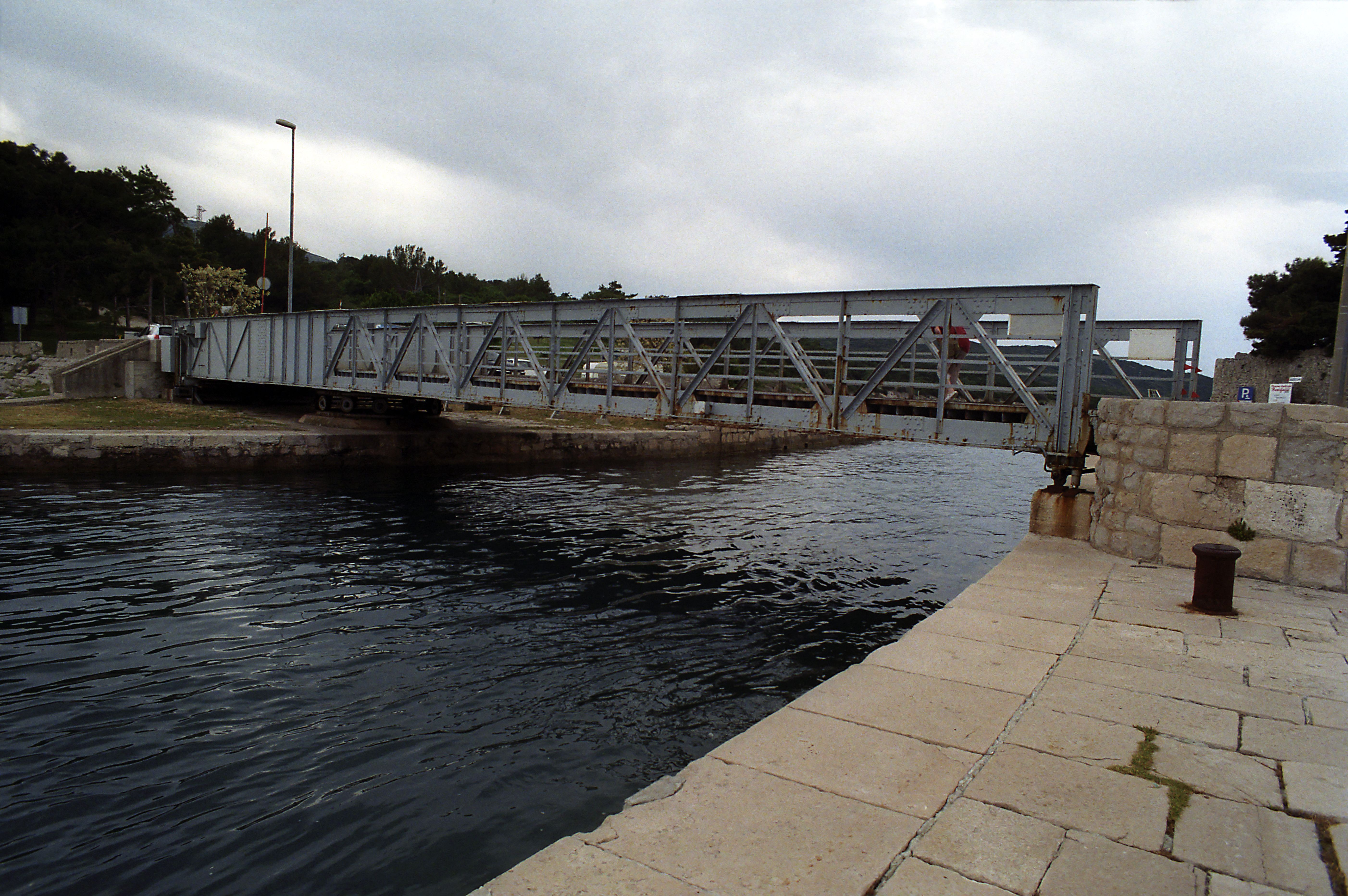
Die Drehbrücke von Osor

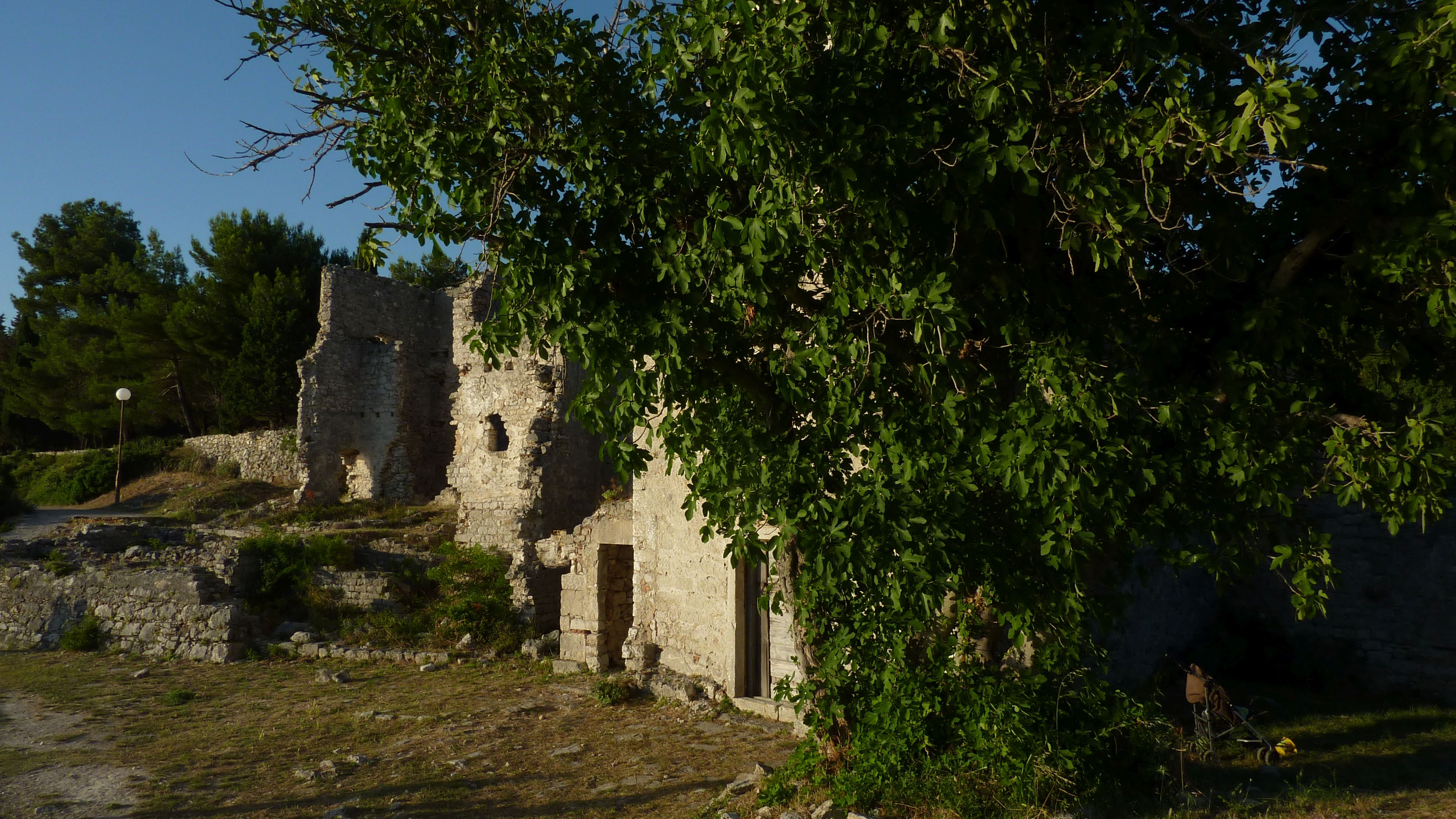
Kirchenruine Osor Bijar

Heute ist Osor eher ein kleiner ländlicher Weiler mit historischem Ortskern. Wirtschaftlich ist Osor heute ohne jeden Einfluss und es leben hier lediglich noch etwa 80, vorwiegend ältere Bewohner auf Dauer. Von Bedeutung ist neben der alten Kathedrale vor allem die stählerne Drehbrücke, die einerseits als Verbindungsader zwischen den beiden Hauptinseln Cres und Lošinj dient, andererseits noch immer zweimal täglich (um 09.00 und um 17.00 Uhr) geöffnet wird, um kleineren Schiffen die Kanaldurchfahrt zu ermöglichen. Die Haupteinkommensquelle in Osor ist der Tourismus.